# Běh na 10 000 metrů
Běh na 10 000 metrů je nejdelší běžecká atletická disciplína pořádaná na atletické dráze atletického stadionu. Delší tratě se již běhají mimo stadion, tzv. „na silnici“ (silniční běh) nebo v terénu (přespolní běh). Běžci – vytrvalci – při ní oběhnou 400 metrů dlouhý atletický ovál celkem 25krát. Jde o velmi náročný vytrvalostní výkon, srovnatelný i s dlouhými silničními nebo krosovými běhy. Světovým rekordmanem na této trati byl v 50. letech i Emil Zátopek. Nejlepší současní atleti zvládají tuto vzdálenost v čase pod 27 minut (muži) a pod 32 minut (ženy).

## Současní světoví rekordmani

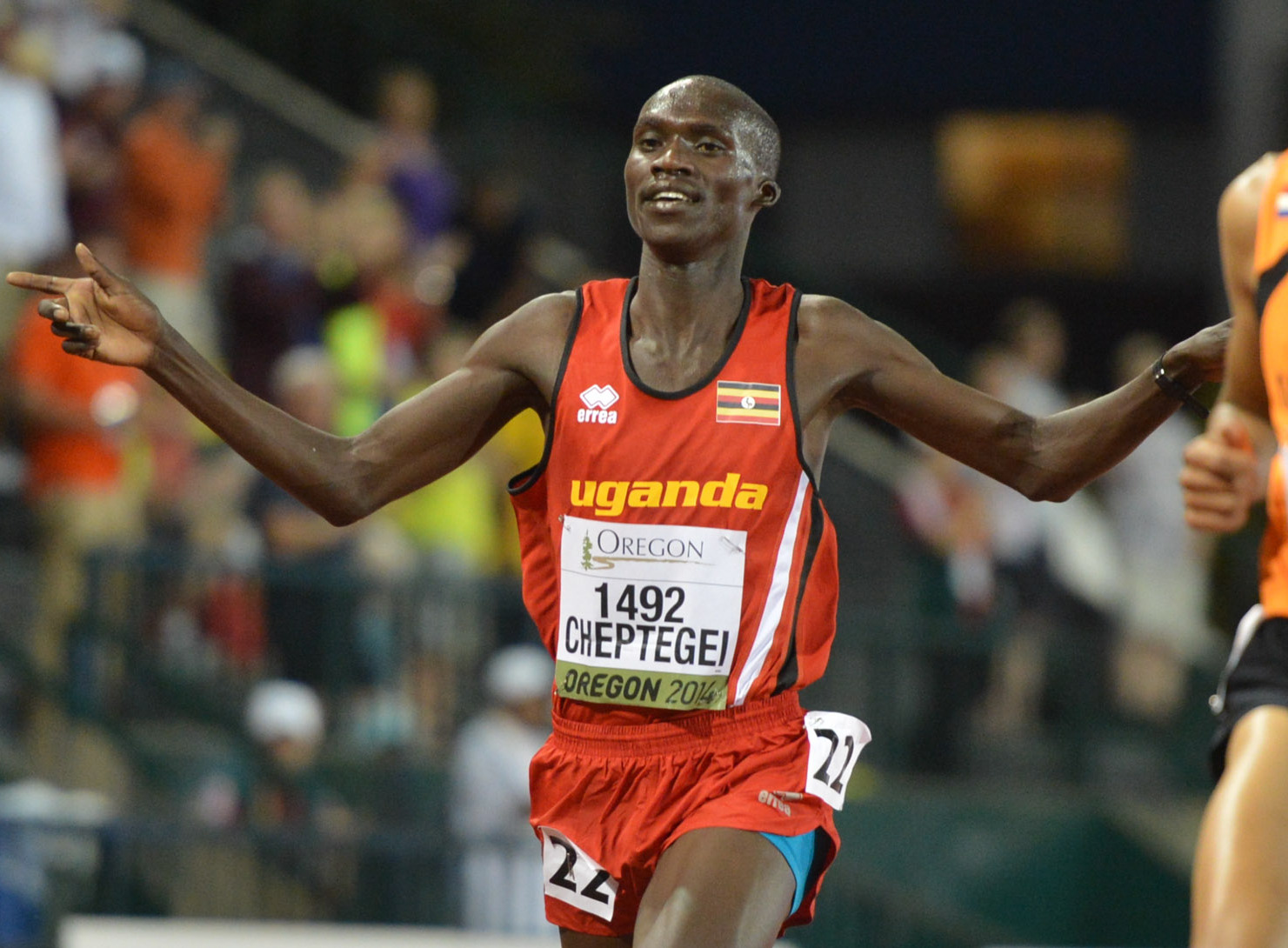
Muži – Joshua Cheptegei 26:11,00 min.
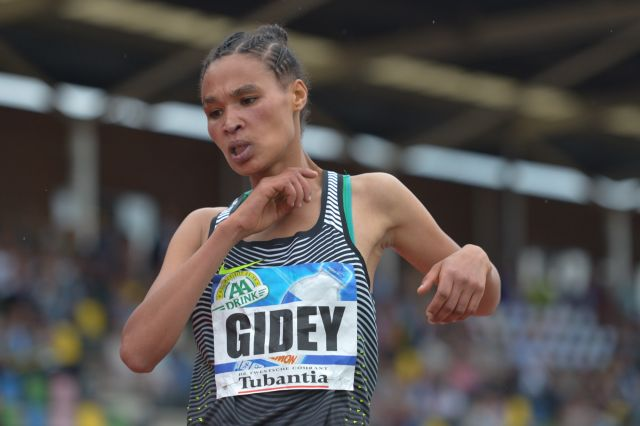
Ženy – Letesenbet Gideyová 29:01,03 min.

## Současné rekordy – dráha
| Muži              |           |                  |         |          |               |
| Rekord            | Čas (min) | Atlet            | Stát    | Město    | Datum rekordu |
| Světový rekord    | 26:11,00  | Joshua Cheptegei | Uganda  | Valencie | 7. 10. 2020   |
| Olympijský rekord | 26:43,14  | Joshua Cheptegei | Uganda  | Paříž    | 2. 8. 2024    |
| Rekord MS         | 26:46,31  | Kenenisa Bekele  | Etiopie | Berlín   | 2009          |
| Český rekord      | 27:47,90  | Jan Pešava       | Česko   | Praha    | 8. 6. 1998    |

| Ženy              |           |                     |         |         |               |
| Rekord            | Čas (min) | Atletka             | Stát    | Město   | Datum rekordu |
| Světový rekord    | 29:01,03  | Letesenbet Gideyová | Etiopie | Hengelo | 8.6. 2021     |
| Olympijský rekord | 29:17,45  | Almaz Ayanaová      | Etiopie | Peking  | 12. 8. 2016   |
| Rekord MS         | 30:04,18  | Berhane Adereová    | Etiopie | Paříž   | 2003          |
| Český rekord      | 32:27,68  | Alena Peterková     | Česko   | Plzeň   | 15. 7. 2000   |

## Současné rekordy podle kontinentů
| Rekord                            | Kategorie | Výkon (min.) | Atlet                 | Stát               | Město               | Datum       |
| --------------------------------- | --------- | ------------ | --------------------- | ------------------ | ------------------- | ----------- |
| Afrika                            | Muži      | 26:11,00     | Joshua Cheptegei      | Uganda             | Valencie            | 7. 10. 2020 |
| Afrika                            | Ženy      | 29:01,03     | Letesenbet Gideyová   | Etiopie            | Hengelo             | 8. 6. 2021  |
| Asie                              | Muži      | 26:38,76     | Ahmad Hassan Abdullah | Katar              | Brusel              | 5. 9. 2003  |
| Asie                              | Ženy      | 29:31,78     | Wang Ťün-sia          | Čína               | Peking              | 8. 9. 1993  |
| Evropa                            | Muži      | 26:46,57     | Mohamed Farah         | Spojené království | Eugene              | 3. 6. 2011  |
| Evropa                            | Ženy      | 29:06,82     | Sifan Hassanová       | Nizozemsko         | Hengelo             | 6. 6. 2021  |
| Severní a střední Amerika         | Muži      | 26:33,84     | Grant Fisfer          | USA                | San Juan Capistrano | 6. 3. 2022  |
| Severní a střední Amerika         | Ženy      | 30:13,17     | Molly Huddleová       | USA                | Rio de Janeiro      | 12. 8. 2016 |
| Oceánie                           | Muži      | 27:15,35     | Jack Rayner           | Austrálie          | San Juan Capistrano | 6. 3. 2022  |
| Oceánie                           | Ženy      | 30:35,54     | Kimberley Smithová    | Nový Zéland        | Palo Alto           | 4. 5. 2008  |
| Jižní Amerika                     | Muži      | 27:28,12     | Marilson dos Santos   | Brazílie           | Neerpelt            | 2. 6. 2007  |
| Jižní Amerika                     | Ženy      | 31:47,76     | Carmem de Oliveira    | Brazílie           | Stuttgart           | 21. 8. 1993 |
| Muži na iaaf.org Ženy na iaaf.org |           |              |                       |                    |                     |             |

## Nejlepších 10 atletů

### Ženy - dráha
| Pořadí           | Výkon (min.) | Atletka             | Místo          | Datum       |
| ---------------- | ------------ | ------------------- | -------------- | ----------- |
| 1.               | 29: 01,03    | Letesenbet Gideyová | Hengelo        | 8. 6. 2021  |
| 2.               | 29: 06,82    | Sifan Hassanová     | Hengelo        | 6. 6. 2021  |
| 3.               | 29: 17,45    | Almaz Ayanaová      | Rio de Janeiro | 12. 8. 2016 |
| 4.               | 29: 31,78    | Wang Ťün-sia        | Peking         | 8. 9. 1993  |
| 5.               | 29: 32,53    | Vivian Cheruiyotová | Rio de Janeiro | 12. 8. 2016 |
| 6.               | 29: 42,56    | Tiruneš Dibabaová   | Rio de Janeiro | 12. 8. 2016 |
| 7.               | 29: 53,51    | Meselech Melkamuová | Utrecht        | 14. 6. 2009 |
| 8.               | 29: 53,80    | Meselech Melkamuová | Utrecht        | 14. 6. 2009 |
| 9.               | 29: 59,20    | Meseret Defarová    | Birmingham     | 11. 7. 2009 |
| 10.              | 30: 01,09    | Paula Radcliffová   | Mnichov        | 6. 8. 2002  |
| Ženy na iaaf.org |              |                     |                |             |

### Muži - dráha
| Pořadí           | Výkon (min.) | Atlet              | Místo    | Datum       |
| ---------------- | ------------ | ------------------ | -------- | ----------- |
| 1.               | 26: 11,00    | Joshua Cheptegei   | Valencie | 7. 10. 2020 |
| 2.               | 26: 17,53    | Kenenisa Bekele    | Brusel   | 26. 8. 2005 |
| 3.               | 26: 22,75    | Haile Gebrselassie | Hengelo  | 1. 6. 1998  |
| 4.               | 26: 27,85    | Paul Tergat        | Brusel   | 22. 8. 1997 |
| 5.               | 26: 30,03    | Nicholas Kemboi    | Brusel   | 5. 9. 2003  |
| 6.               | 26: 30,74    | Abebe Dinkesa      | Hengelo  | 29. 5. 2005 |
| 7.               | 26: 35,63    | Micah Kogo         | Brusel   | 25. 8. 2006 |
| 8.               | 26: 36,26    | Paul Koech         | Brusel   | 22. 8. 1997 |
| 9.               | 26: 37,25    | Zersenay Tadese    | Brusel   | 25. 8. 2006 |
| 10.              | 26: 38,08    | Salah Hissou       | Brusel   | 23. 8. 1996 |
| Muži na iaaf.org |              |                    |          |             |

## Rychlost běhu
Světový rekorman Joshua Cheptegei běžel při světovém rekordu průměrnou rychlostí 6,365 m/s (22,92 km/h). Každé z 25 kol o 400 metrech urazil v průměru za 62,84 sekundy, každý kilometr pak průměrně za 2:37,10 minuty. Světová rekordmanka Letesenbet Gideyová běžela při světovém rekordu průměrnou rychlostí 5,744 m/s (20,68 km/h). Každé z 400 metrů dlouhých kol urazila v průměru za 69,64 sekundy a každý z deseti kilometrů trati pak za 2:54,10 minuty.